# Pintura gótica en España

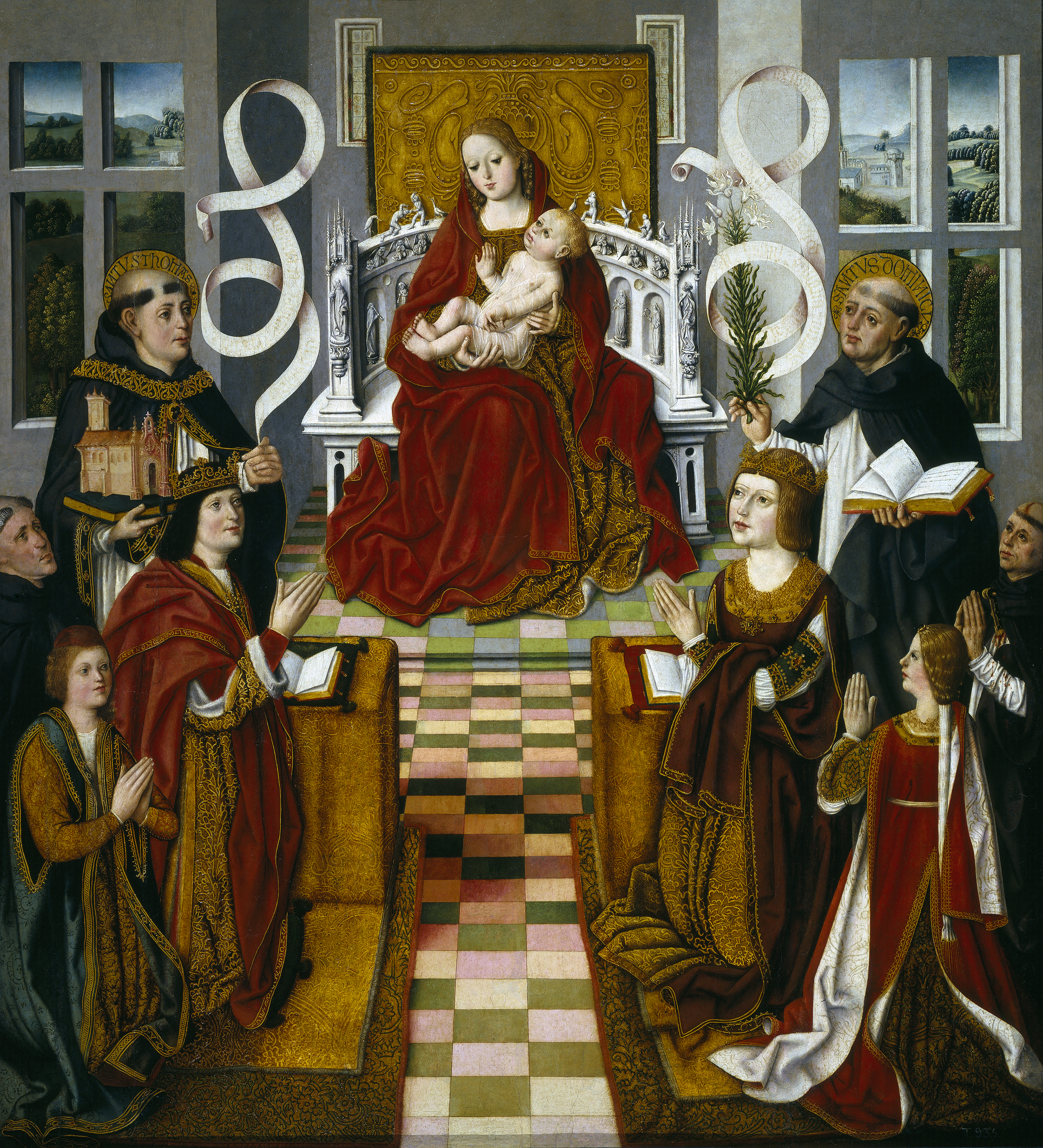
Virgen de los Reyes Católicos, anónimo hispano flamenco, 1491-93, Museo del Prado.

La arquitectura gótica sustituyó los muros por ventanales, lo que dificultó seguir pintando murales en las paredes de las iglesias, como se hizo en el románico. En cambio, surgió el arte de las vidrieras. La pintura gótica se fue desplazando hacia los retablos, pintándose en madera al temple, esto es, usando huevo o cola como aglutinante. Ya en el siglo XV se difunde la pintura al óleo.
En España, la llegada de la pintura gótica significa una mayor independencia de ésta respecto a la arquitectura, así como la diversidad de temas y formas. Se produce un predominio de lo pintoresco, con la aparición de los primeros paisajes. El dibujo se vuelve minucioso y detallista.

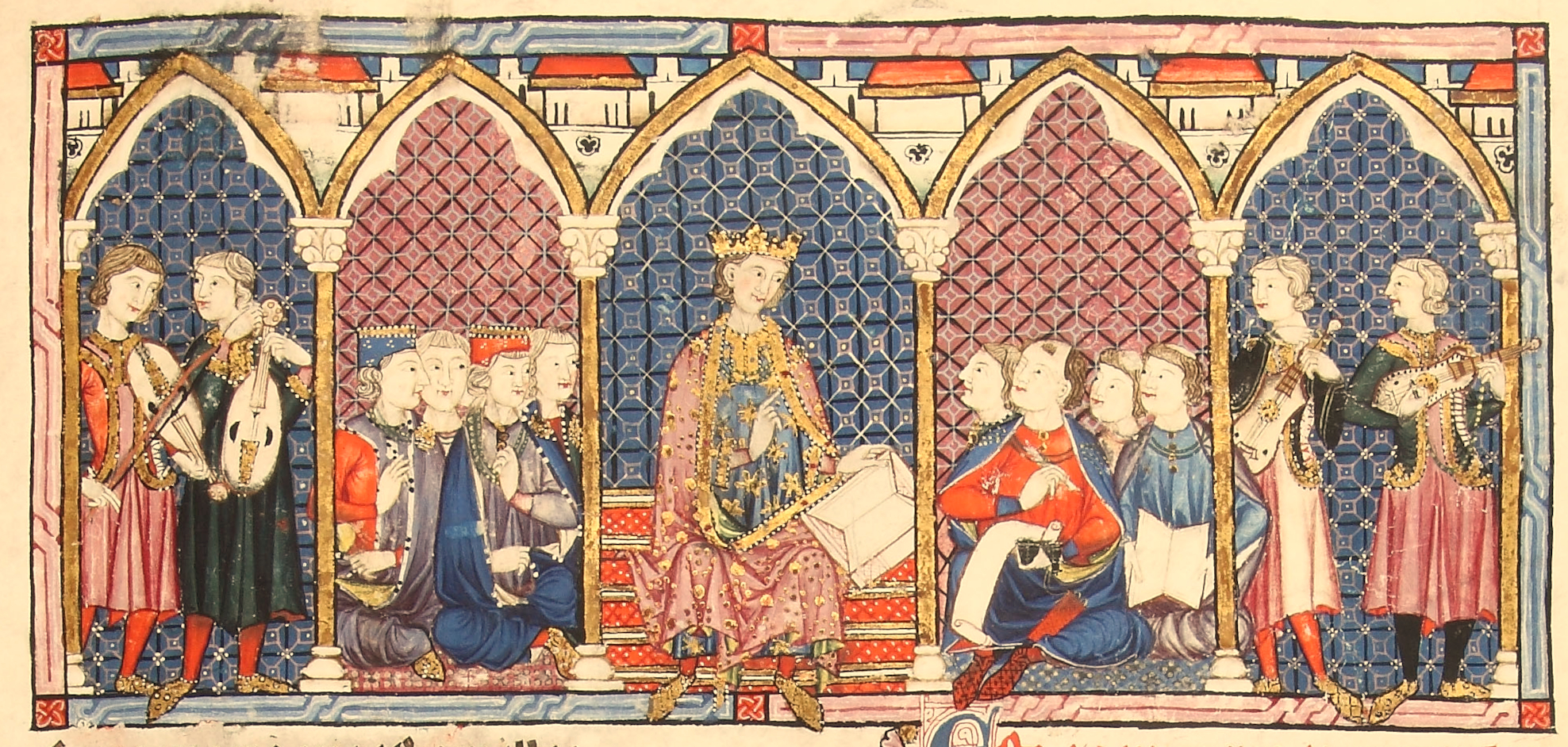
Miniatura de las Cantigas de Santa María.

Se desarrolló a lo largos de los siglos XIV y XV. Se diferencian cuatro fases.

## Estilo gótico lineal o francogótico
Se inicia en el siglo XIII y predomina hasta mediados del siglo XIV.
Es una pintura de tendencia dibujística; se concede especial importancia a las líneas del dibujo. Los temas son de un naturalismo ingenuo.
En España las vidrieras se reducen, prácticamente, a algunas de la Catedral de León. En cambio, sigue produciéndose pintura mural. Se cultiva, asimismo, la pintura sobre tabla y las miniaturas.

### Pintura mural

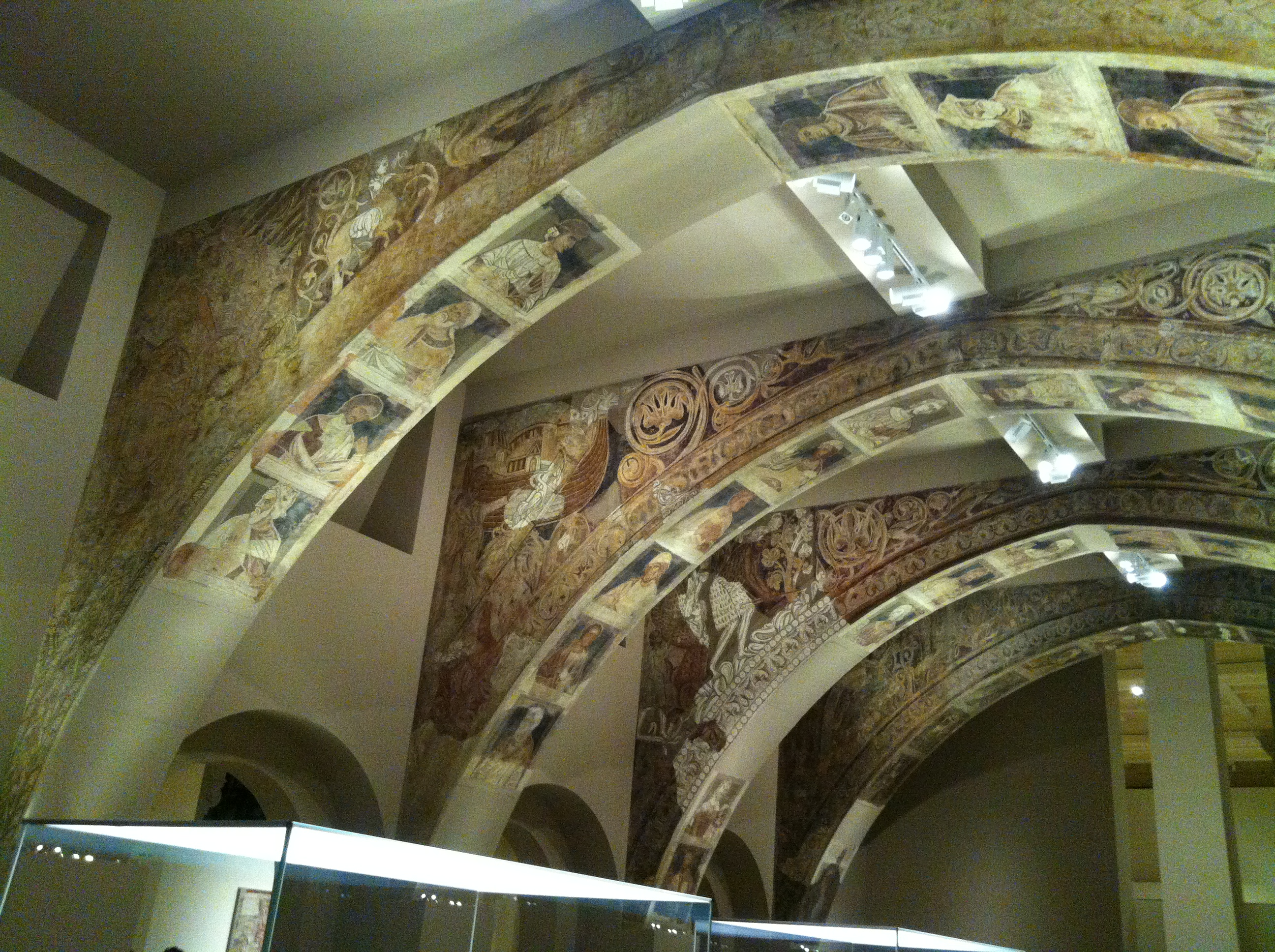
Pinturas de la sala capitular del Monasterio de Sigena (Villanueva de Sigena, Huesca).

Las obras maestras de la pintura mural en esta época son las de la sala capitular del Monasterio de Sigena en la comarca aragonesa de Los Monegros, hoy en Museo Nacional de Arte de Cataluña, y los frescos de la capilla de San Martín o del Aceite, en la Catedral Vieja de Salamanca, obra de Antón Sánchez de Segovia.
Además, pueden citarse las pinturas murales procedentes del Real Monasterio de Santa Clara de Toro, firmadas por Teresa Díez (iglesia de San Sebastián de los Caballeros, Toro) las de la iglesia de San Martín de Tours en Gazeo (Álava), las de San Fructuoso de Bierge, las del museo de Pamplona, procedentes de la catedral y la que sobrevivió al desmantelamiento de la iglesia de Santa María de la Almudena llamada Nuestra Señora de la Flor de Lis, visible en la actualidad en la cripta de la catedral de la Almudena.

### Pintura sobre tabla
Cabe citar, en primer lugar, los frontales catalanes y aragoneses que siguen las estructuras románicas, pero con técnicas e iconografía gótico lineales, como el frontal de Valltarga, y el de Aviá.
Se hacen los primeros retablos, que dedican la calle central al santo o tema correspondiente, y las calles laterales a escenas relativas a su historia. El más destacado de este grupo es el retablo de Quejana, de 1396.
Pueden citarse, además, los retablos de Santo Domingo de Tamarite de Litera, el de San Pedro Mártir, el de Luis de Tolosa (Monasterio de Santa Clara de Tordesillas), el de San Millán de la Cogolla (La Rioja) y el de San Cristóbal.
Se han de incluir también en este tipo de pintura sobre tabla las del arca de San Isidro (Palacio Arzobispal de Madrid) y las del sepulcro de Sancho Saiz de Carrillo, de Mahamud (Burgos).
Igualmente, se pinta sobre los techos, como puede verse en la Catedral de Teruel, atribuida a Domingo Peñaflor.

### Miniatura
La obra maestra de la miniatura española son las cuarenta que se encuentran en el códice de Monasterio de El Escorial de Las Cantigas, realizada en el escritorio de Alfonso X.
Pueden citarse, además, dos Biblias de Pamplona, particularmente la que se conserva en la Biblioteca Municipal de Amiens, encargada por Sancho el Fuerte de Navarra, en 1197.

## Estilo italogótico otrecentista
Son los rasgos típicos de este estilo el estudio de la perspectiva clásica, así como de la anatomía; se profundiza en la representación de los sentimientos.
Es el estilo del Duecento (siglo XIII) y Trecento (siglo XIV), en el que se diferencia entre la Siena y la Florencia.
En España, este estilo se impuso en la segunda mitad del siglo XIV, siguiendo especialmente el estilo de la escuela sienesa. Su recepción se produjo a través de la Corona de Aragón, tanto a través de la llegada de obras de arte pintadas en este estilo (el retablo de la Pasión en Santa Clara de Asís de Palma de Mallorca), como de pintores italianos (Gherardo Starnina).

### Corona de Aragón
Predomina la influencia sienesa.
- Cataluña: 

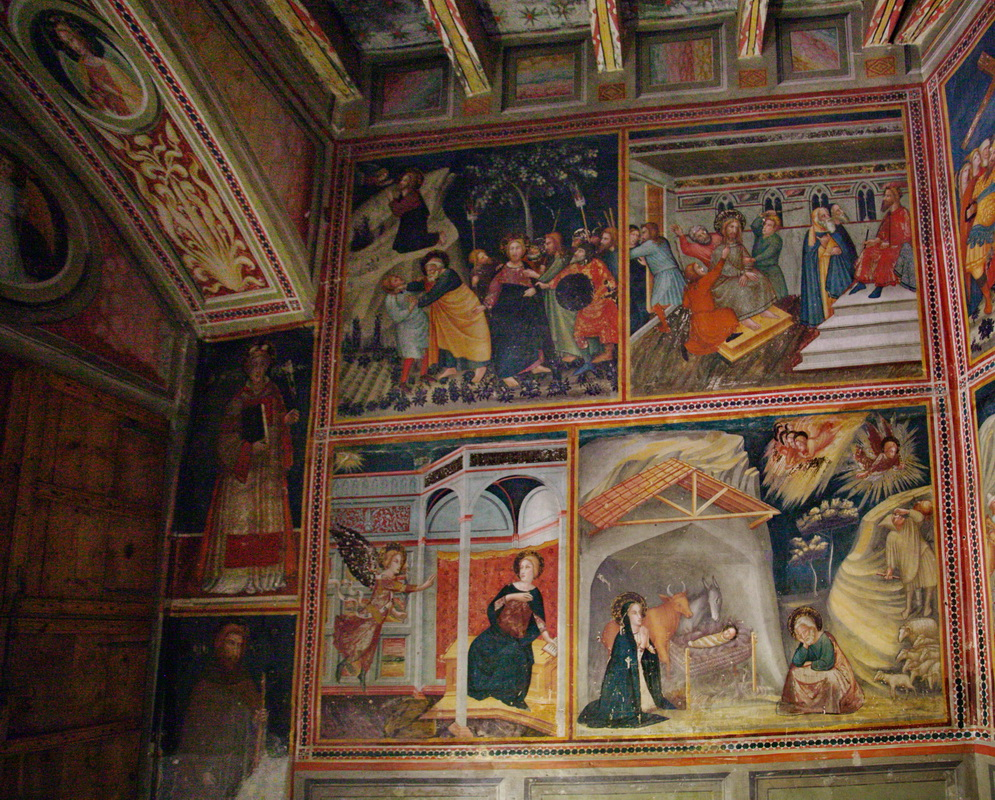
Frescos de la capilla de San Miguel del monasterio de Pedralbes, por Ferrer Bassa.

  - Ferrer Bassa, del que destacan las pinturas murales del Monasterio de Pedralbes (Barcelona).
  - Ramón Destorrents, es el pintor más representativo. Su obra maestra es la Santa Ana del retablo de la Almudaina de Palma de Mallorca. Se le atribuye, además, el retablo de San Marcos de la Seo de Manresa.
  - Los hermanos Serra: Jaime, Juan y Pedro. De Pedro Serra destaca el retablo del Espíritu Santo, de la Seo de Manresa (hacia 1394). De Jaime Serra, activo en el Reino de Aragón, pueden citarse los retablos de Sigena (Huesca) y el de fray Martín de Alpartil para el convento del Santo Sepulcro de Zaragoza.
- Aragón:
  - Maestro de Estopiñán: Retablo de San Vicente, procedente de Estopiñán del Castillo, de mediados del siglo XIV.
- Valencia:
  - Maestro de Albal: Retablo de Santa Bárbara, expuesto en el  palacio condal de Concentaina, último tercio del siglo XIV, y procedente de la  ermita de Santa Bárbara.

### Castilla
Predomina la influencia florentina.
En 1395 se documenta la presencia de los florentinos Gherardo Starnina y Nicolás de Antonio, autores de las tablas del retablo de San Salvador de la catedral de Toledo, actualmente desmembrado, del que alguna tabla se conserva en el retablo de la capilla de Santa Eugenia. Por su evidente italianismo es muy probable que estos mismos pintores sean los autores de los frescos de la capilla de San Blas en el claustro de la misma catedral toledana, construida hacia las mismas fechas, colaborando con ellos Juan Rodríguez de Toledo, cuya firma aparece en las pinturas de la zona inferior. Al mismo Rodríguez de Toledo se atribuye el retablo de Don Sancho de Rojas, actualmente en el Museo del Prado.
En Andalucía merecen mencionarse las pinturas murales con la Coronación de la Virgen en Santa María de Arcos de la Frontera (Cádiz) y las realizadas por un artista cristiano en la Sala de los Reyes de La Alhambra de Granada.

## Estilo internacional

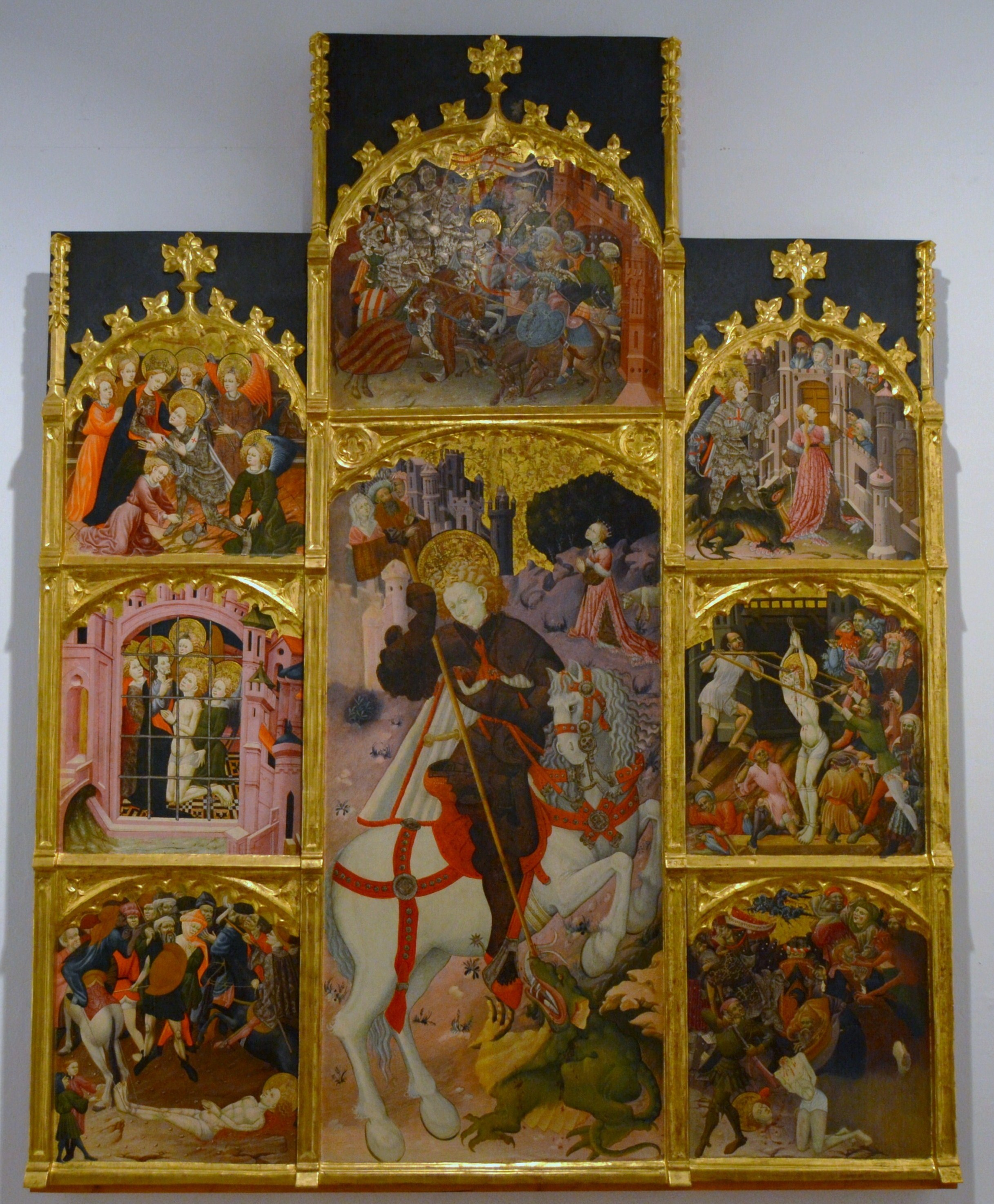
Berenguer Mateu, Retablo de San Jorge, 1430-1431. Museo municipal de Jérica. Castellón

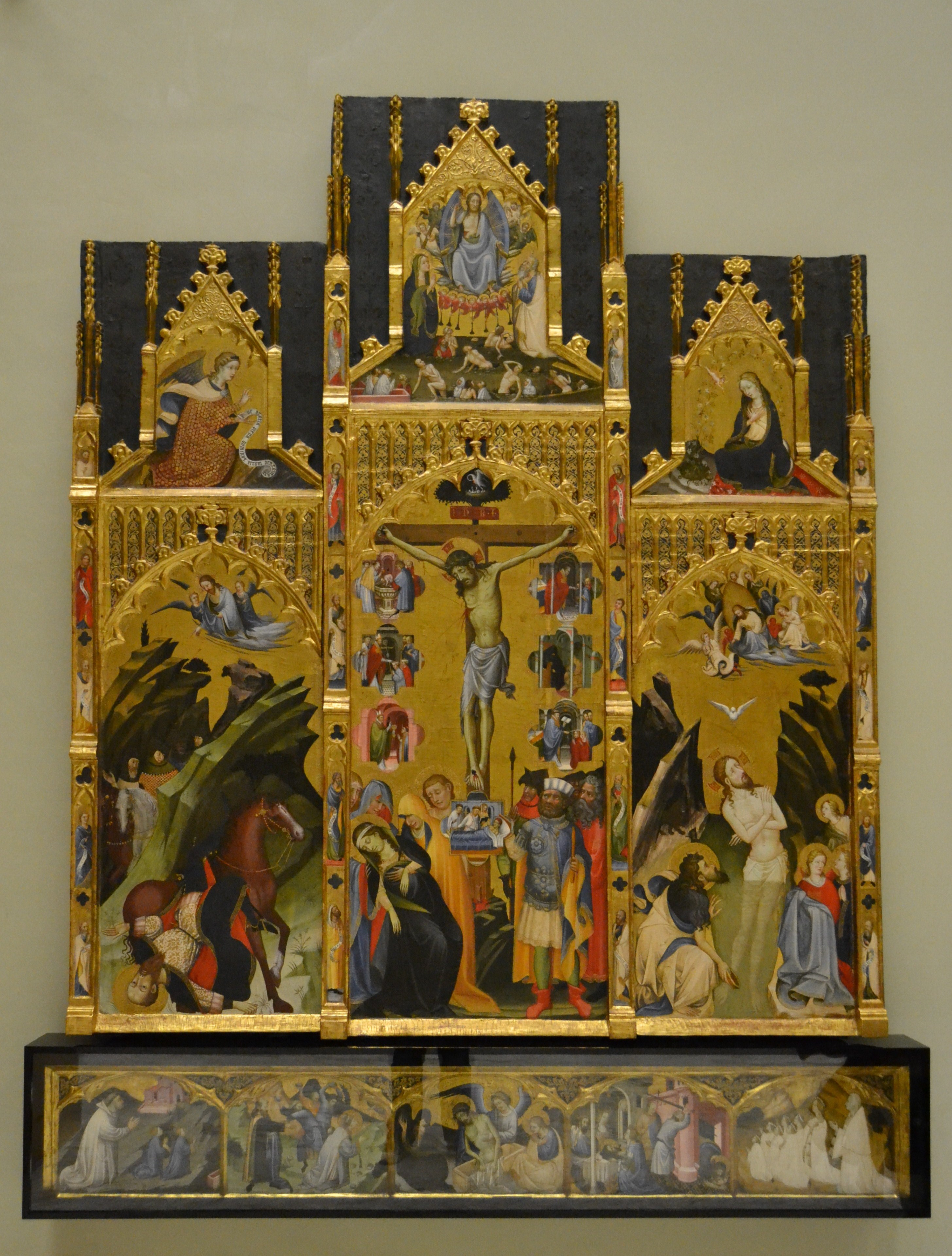
Gherardo Starnina, Retablo de de Fray Bonifacio Ferrer, 1395-1401. Museo de Bellas Artes de Valencia

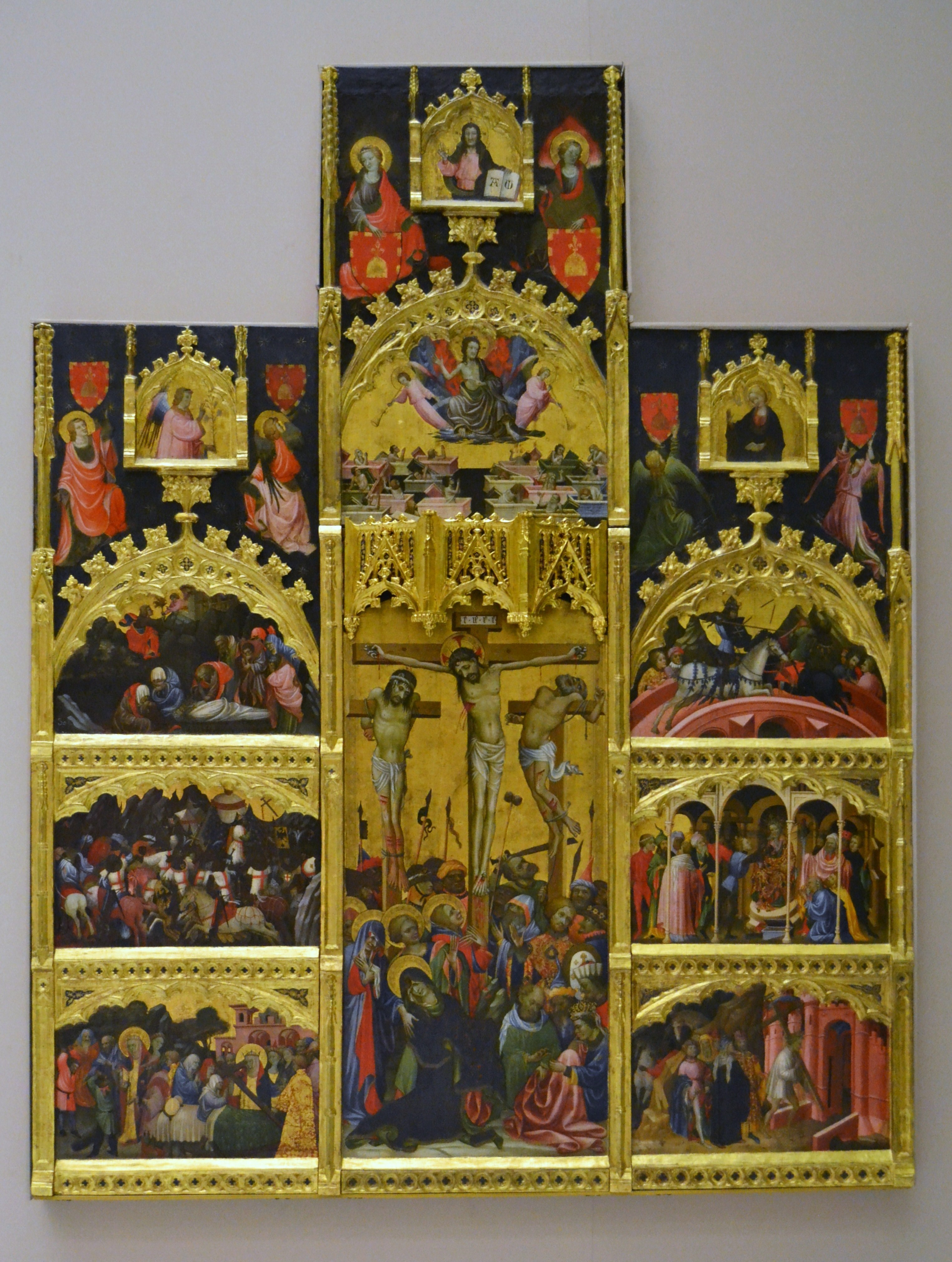
Miquel Alcanyís, Retablo de la Santa Cruz,. Museo de Bellas Artes de Valencia

En la primera mitad del siglo XV nace en el centro de Europa, al fundirse la influencia italiana (estilización de las figuras, melancolía, aspectos iconográficos) con la francesa (tendencia a lo caligráfico, sentido caballeresco).
Se valora más la expresión. Las figuras se estilizan. Predomina la línea curva, especialmente en los ropajes, que presentan numerosos plegados. Se añaden detalles de fuerte sabor simbólico.
En España, se desarrolla en particular en la Corona de Aragón, habiendo diversas escuelas regionales.

### Corona de Aragón
La escuela de Valencia tiene su auge en la primera mitad del siglo XV, con obras como la Transfiguración de Cristo de Sanchis y Sivera, en la sacristía de la Catedral de Valencia. 
Sus autores principales son Lorenzo Zaragoza, el Maestro de  Villahermosa, Miquel Alcanyís, Marzal de Sax, Gonçal Peris y su discípulo Jaume Mateu, así como Pere Nicolau y su discípulo Antoni Peris.
Asimismo, hay que destacar la importantísima figura del italiano, ya nombrado anteriormente, Gherardo Starnina y su influencia en el desarrollo posterior del estilo gótico internacional en la pintura ibérica, activo en Valencia con el retablo de Fray Bonifacio Ferrrer, procedente de la cartuja de Porta Coeli.

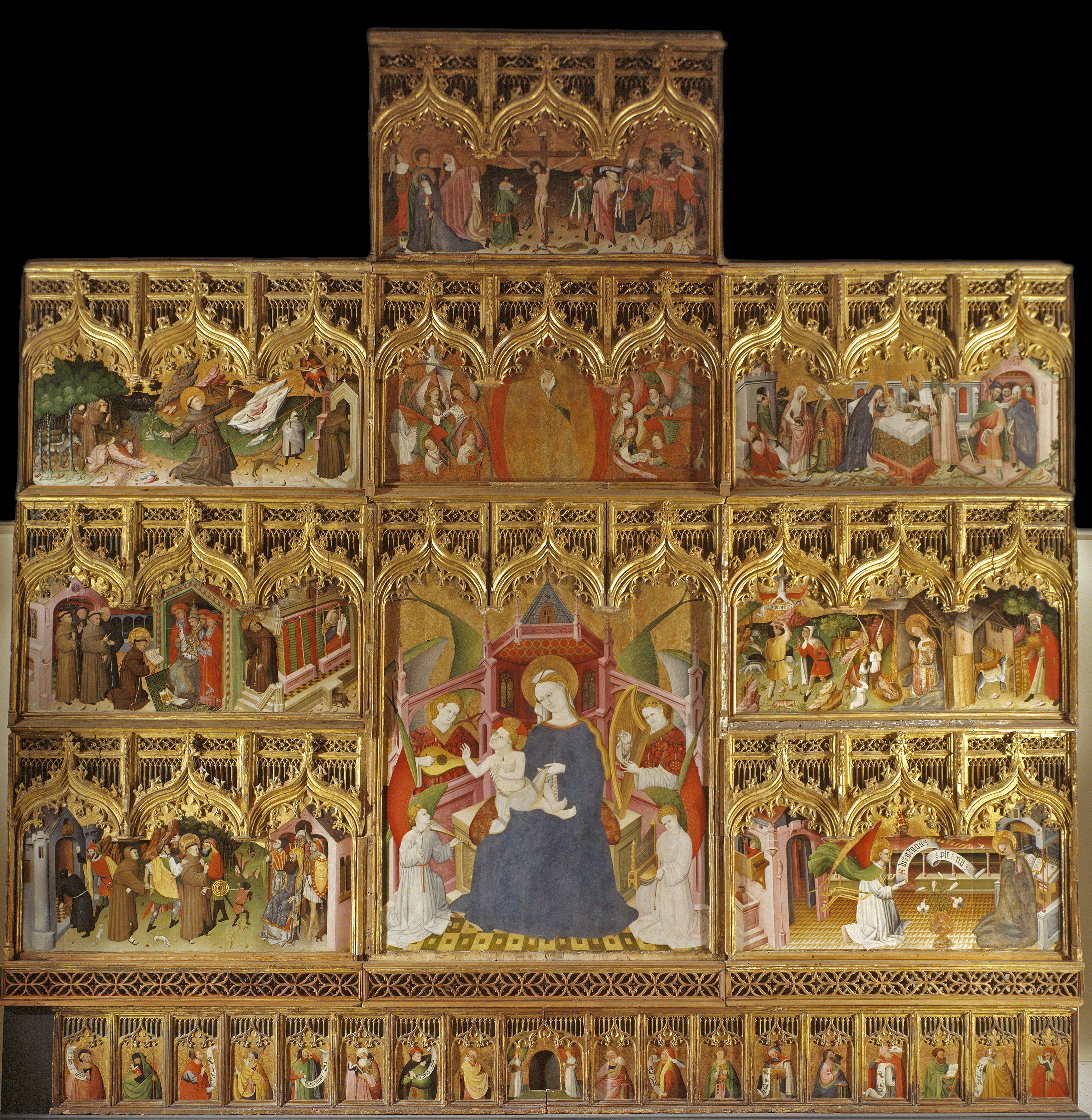
Nicolás Francés, 1445-1460.

En Cataluña destacan Luis Borrassá y Bernardo Martorell al que siguen Ramón de Mur o Pere Lembrí activo en las comarcas de Tortosa y el Maestrazgo.
En Aragón trabajaron Pedro Zuera, Maestro de Arguís y Juan Leví.
La principal figura de Mallorca es Francisco Comes.

### Castilla y León
Nicolás Francés trabaja en León: retablo de La Bañeza.
Nicolás y Dello Delli trabajan en las pinturas de la bóveda y retablo mayor de la Catedral Vieja de Salamanca, y en la diócesis de Sigüenza lo hace el Maestro de Sigüenza, identificado con Juan de Sevilla. Destaca de entre sus obras el Retablo de la vida de la Virgen y de san Francisco, 1445-1460, actualmente en el museo del Prado.

## Estilo flamenco

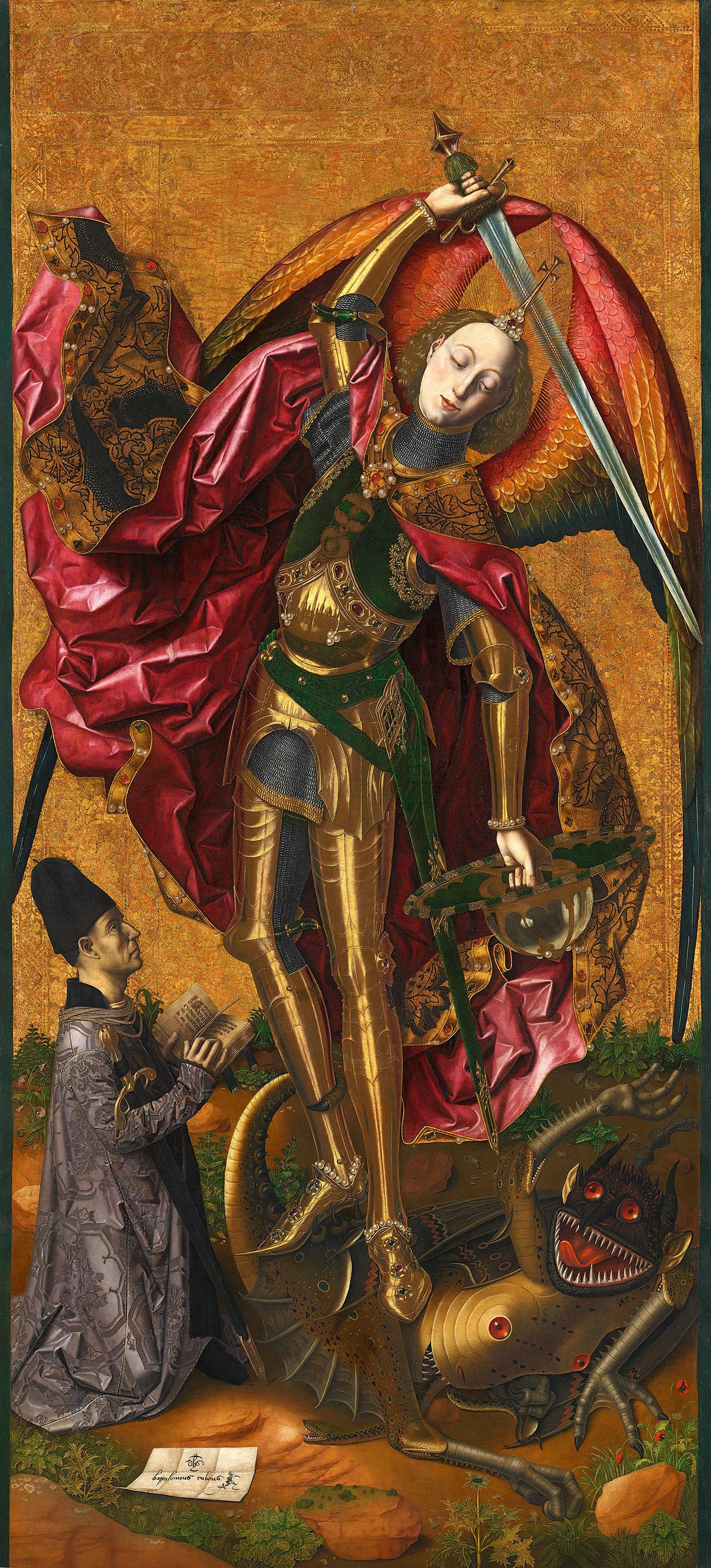
San Miguel de Tous, por Bartolomé Bermejo, National Gallery de Londres, (1468-1480) 1.88 x 0.81 metros

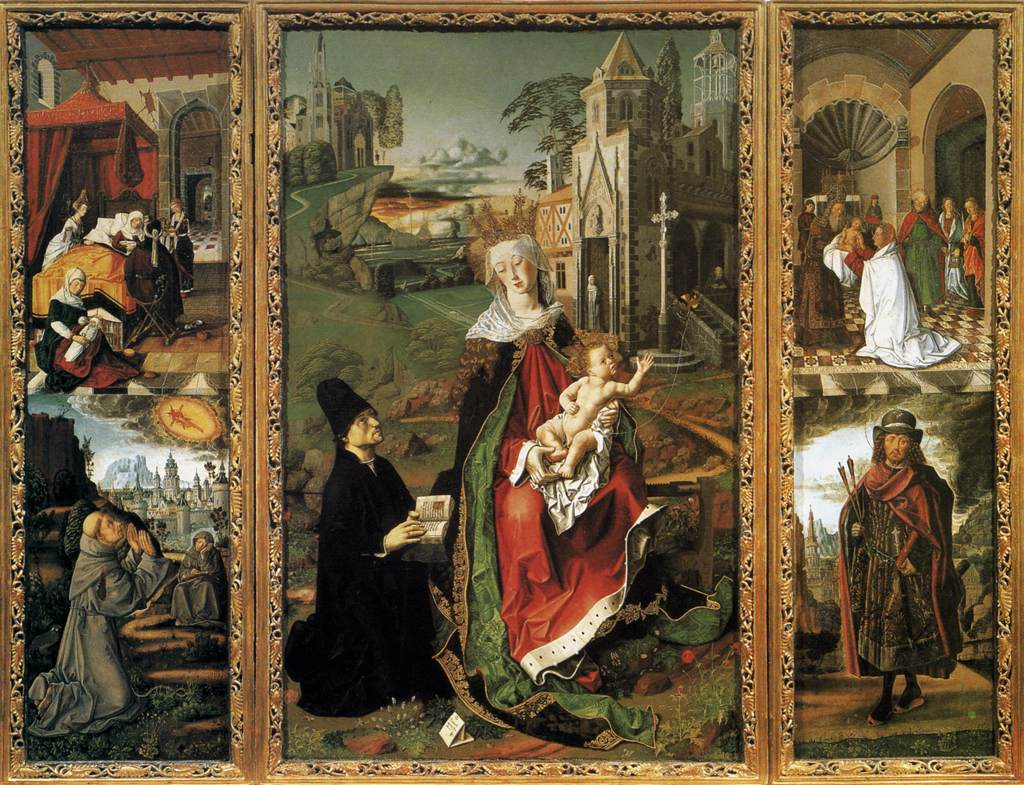
Virgen de Montserrat, Bartolomé Bermejo, Acqui Terme, Italia

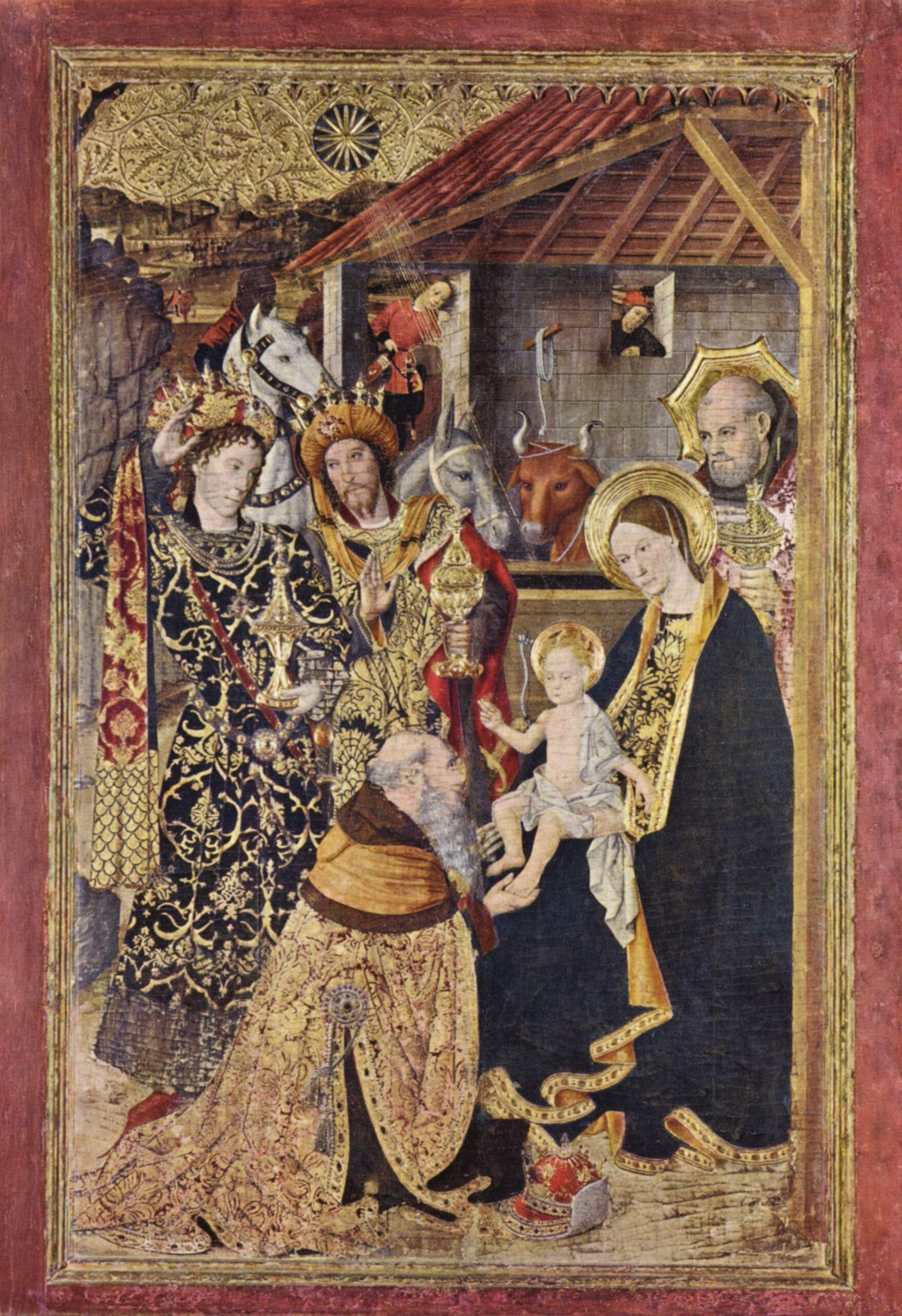
Retablo del condestable Don Pedro de Portugal, de Jaime Huguet, Museo de Historia de la Ciudad, Real Capilla de Santa Águeda, Barcelona (1464)

A fines del primer cuarto del siglo XV se inicia el estilo flamenco, que arranca de las formas del estilo internacional de los maestros que trabajaron en las cortes de los duques de Berry y de Borgoña. Su principal característica es el uso del aceite como aglutinante, técnica al óleo que tiene unas consecuencias estéticas: mayor viveza de colores, la superposición (veladura) permite una mayor variedad de tonos, más minuciosidad y detallismo. 
En consecuencia, se refleja el ambiente con mayor realismo (en los rostros, los ropajes, las cosas, plantas, animales, paisajes) no exento, sin embargo, de simbolismo.
A mitad de siglo, dentro del contexto cultural denominado hispano-flamenco, llega a la Península, en particular a Castilla, esta pintura realista, rica en colores y minuciosa en sus detalles. Existieron varias escuelas regionales.

### Corona de Aragón
En Cataluña destacan el valenciano Luis Dalmau, autor de la Virgen dels Consellers (1443), muy influido por Jan Van Eyck; y Jaime Huguet (m. 1492), el más representativo de esta escuela. Además, tuvieron un importante taller los Vergós.
En Valencia trabajaron el brujense Louis Alincbrot, conocedor de la obra de Jan van Eyck, establecido en la capital del Turia de 1439 a 1460, Jacomart, a partir de 1451, autor del retablo de Catí, y Juan Rexach, a quien se atribuye el retablo de San Martín, en la catedral de Segorbe. Asimismo, hay que destacar la figura de Rodrigo de Osona, con el retablo del Calvario de la iglesia de San Nicolás, de 1476, con una fuerte influencia de Rogier Van der Weyden; siendo figura clave en la transición hacia la pintura renacentista, junto con Vicente Macip.
Destaca en las Islas Baleares el pintor Pedro Nisart, muy influido por Van Eyck, según se advierte en el San Jorge, con una vista de Palma de Mallorca al fondo.
El pintor más destacado de la época en la Corona aragonesa fue, sin embargo, cordobés: B. Bermejo, cuyas obras más destacadas son "San Miguel de Tous", actualmente en la National Gallery de Londres, "Tránsito de la Virgen" actualmente en la Galería de Arte de Berlín,Santo Domingo de Silos o la Piedad del arcediano Desplá, entre otras.

### Castilla

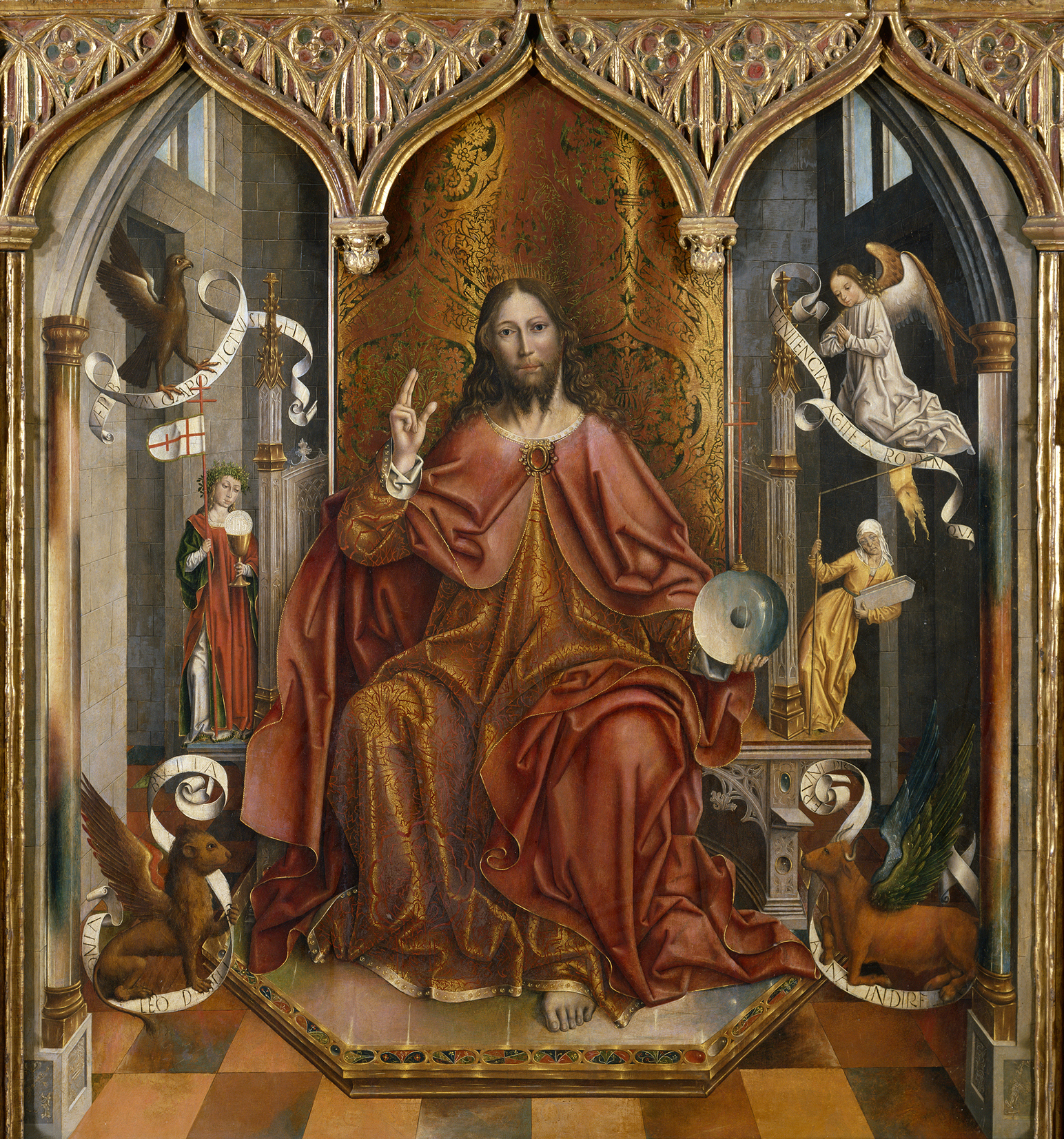
Cristo bendiciendo, de Fernando Gallego, Museo del Prado.

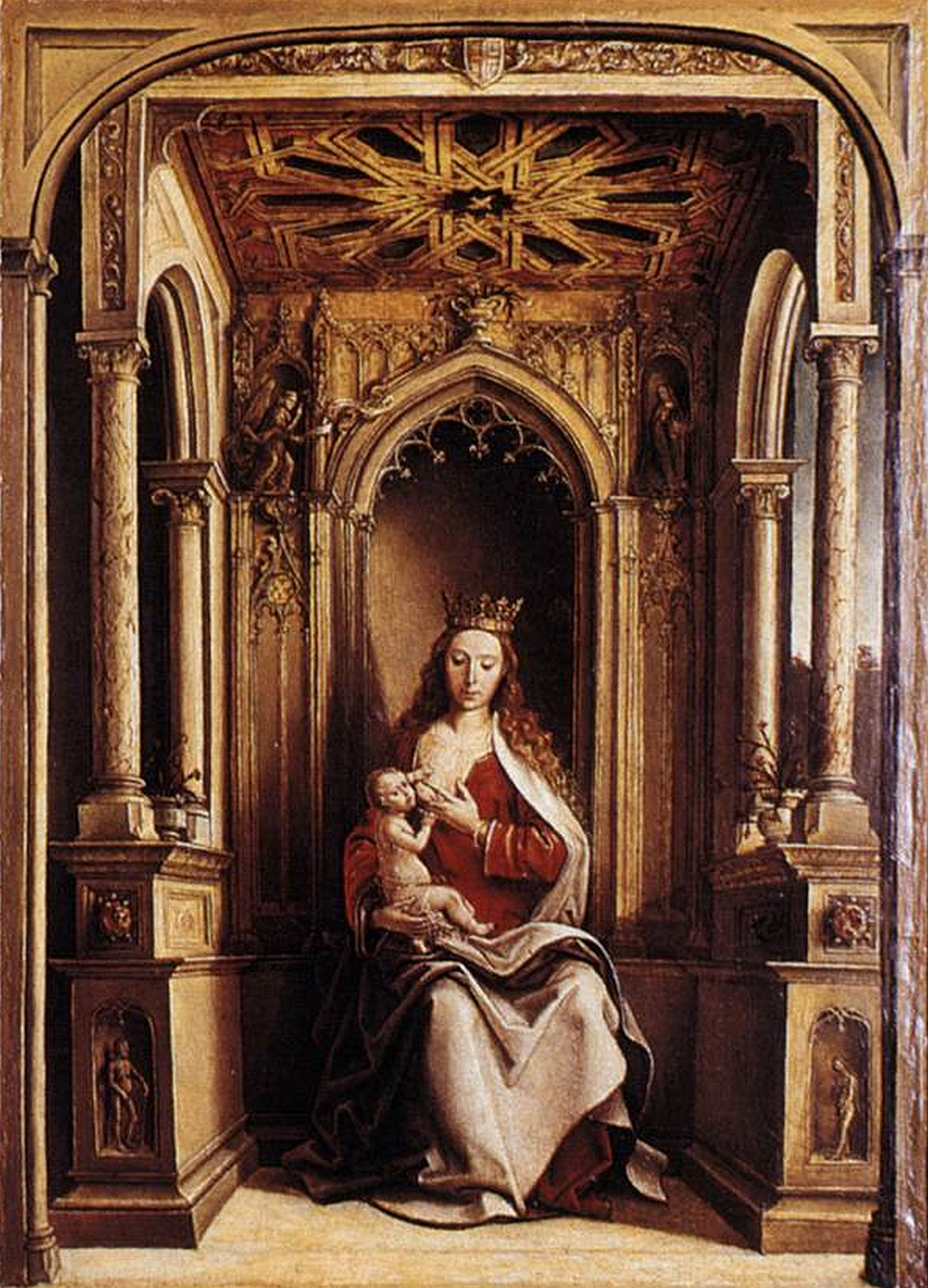
Virgen de la leche, de Pedro Berruguete, Museo de San Isidro, Madrid.

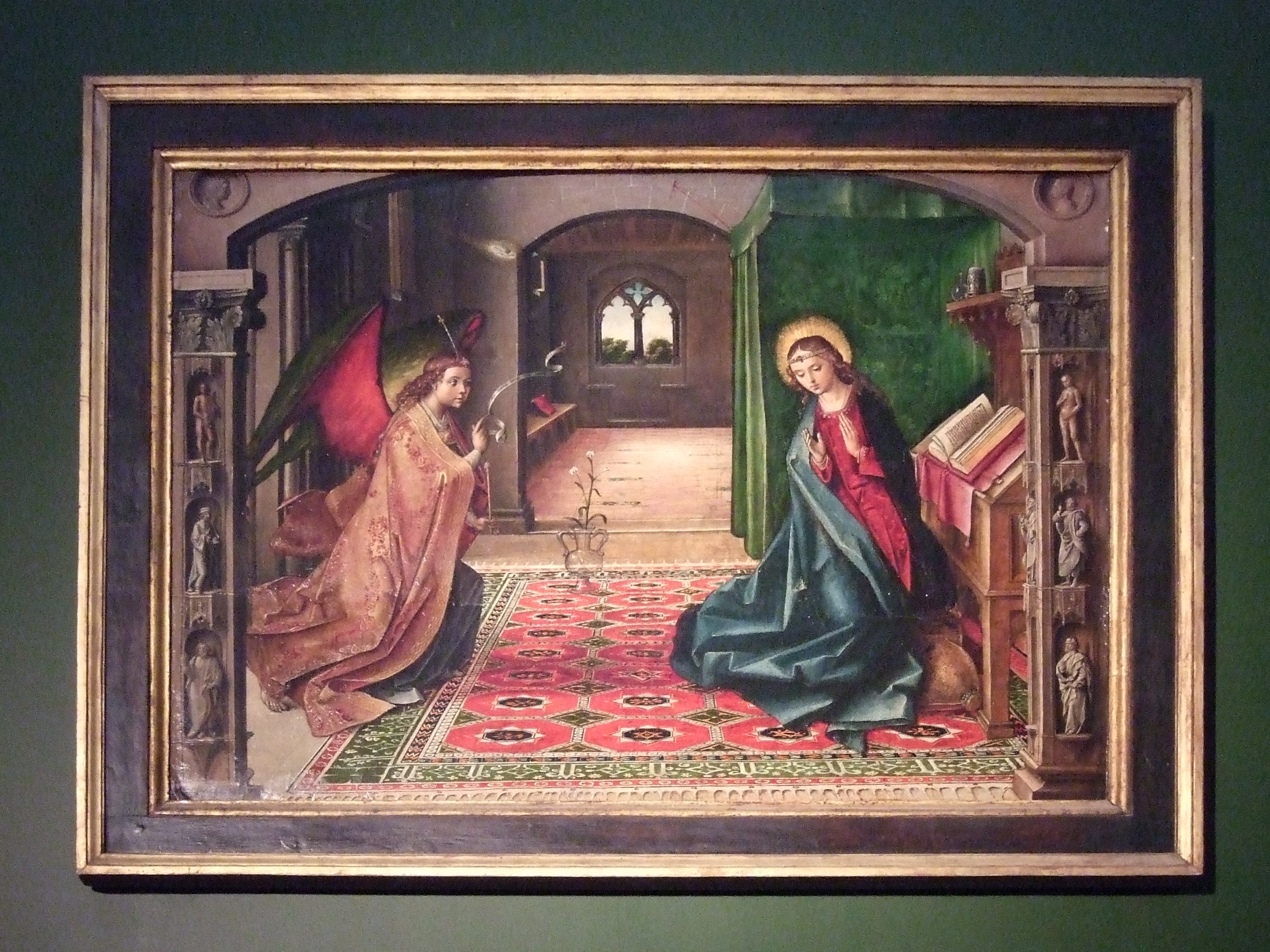
Anunciación, de Pedro Berruguete, Cartuja de Miraflores.

Jorge Inglés pintó el retablo de la Virgen para Buitrago del Lozoya (1455), en el que destaca el conocido retrato del Marqués de Santillana como donante. Influyó en el Maestro de Sopetrán.
Juan de Segovia, identificado con el Maestro de los Luna, y Sancho de Zamora contrataron en 1488 el retablo de la capilla de don Álvaro de Luna, en la catedral de Toledo.
Alto valor artístico y documental tiene la tabla conocida como La Virgen de los Reyes Católicos, de un maestro anónimo provisionalmente conocido como el Maestro de los Reyes Católicos.
Destaca el trabajo del salmantino Fernando Gallego, cuya obra maestra es el retablo de San Ildefonso de Toledo de la Catedral de Zamora. Otras obras: la Piedad, Cristo bendiciendo y la representación de las constelaciones para la primitiva biblioteca de la Universidad de Salamanca, conocida como el Cielo de Salamanca.
En Andalucía merece citarse a Juan Sánchez de Castro por la Virgen de Gracia de la Catedral de Sevilla y a Pedro de Córdoba, autor de una excepcional Anunciación para la catedral de Córdoba.
Asimismo, en el contexto castellano, hay que citar la primera etapa de Pedro Berruguete, formado en el gótico hispano flamenco de influencia italiana, autor de difícil clasificación propio de los pintores de transición, y con obras capitales como "La Anunciación" de la Cartuja de Miraflores, la recientemente descubierta "Virgen de la Leche", actualmente en el Museo del Prado, o "La Piedad", actualmente en el Museo de Nacional de Escultura de Valladolid, y que sin duda es el mayor exponente en la transición hacia la pintura renacentista castellana.